# مارك بومونت
مارك بومونت (بالإنجليزية: Mark Beaumont) هو دراج بريطاني، ولد في 1983 في اسكتلندا في المملكة المتحدة.

## وصلات خارجية
- الموقع الرسمي